# 黃縉 (萬曆進士)
黃縉（1558年—？），字拱宸，號太垣，廣東惠州府博羅縣人，民籍，明朝政治人物。

## 生平
萬曆十三年（1585年）乙酉科廣東鄉試第二十六名，萬曆十四年（1586年）丙戌科會試一百八名，登三甲第二百六名進士。大理寺观政，本年养病归乡。十六年授中書舍人，二十年升吏部验封司主事，調文选司，二十一年升稽勲司员外郎，調验封司，調文选司，二十二年丁憂歸，本年革职为民，不久去世。

## 家族
曾祖黃環，曾任郡賓壽官；祖父黃尚朋；父黃英，曾任冠帶歸養。母張氏；繼母徐氏。重庆下。兄黄大載（举人、懷府長史）、黄瑜、黄烱、黄扆，俱庠生。